# 朽木英次
朽木 英次（くつき えいじ、1962年12月25日 - ）は、日本の元ラグビー選手、同指導者。

## プロフィール
- 福井県高浜町[1]出身。
- 現役時代のポジションは主にセンター（CTB）。
- 日本代表キャップは30。
- 実弟の朽木泰博・雅文（現 若狭東高校ラグビー部監督）も元ラグビー選手。

## 来歴
福井県立若狭農林高校（現在の若狭東高校）を経て、日本体育大学へ進む。その後、トヨタ自動車（現 トヨタ自動車ヴェルブリッツ）に入社。
1985年の対フランス戦がラグビー日本代表初キャップ試合。以後、主に平尾誠二とのコンビで長年に亘り、日本代表の右センターの座を不動のものにし、通算30キャップを獲得。また、全国社会人大会では1985年度と1986年度、日本ラグビーフットボール選手権大会（以下、日本選手権）では1986年度にそれぞれ優勝を経験した。
そして、ラグビーワールドカップでは第1回の1987年、第2回の1991年に代表選出され、1991年の大会でジンバブエを破った試合を含め、出場機会を得た全6試合に出場した。
現役引退後はトヨタ自動車ヴェルブリッツの監督に就任。しかし、2005年度シーズンの日本選手権2回戦において、早稲田大学に苦杯を舐めたため、進退伺いを出す羽目になった。結局2007年度限りで同職を退任。その後部長を歴任した。
2023年12月1日、日本ラグビーフットボール協会の事業遂行責任者ラグビー担当（Chief Rugby Officer）となる。